# FIP (radio)
Pour les articles homonymes, voir FIP.
FIP (à sa naissance pour France Inter Paris mais désormais sans rapport direct avec France Inter ni Paris) est une station de radio française créée en 1971 à l'initiative du directeur de radio et de télévision, Roland Dhordain, et des producteurs Jean Garretto et Pierre Codou.
Depuis le 1er janvier 1975, FIP fait partie du groupe Radio France. Plus petit des réseaux des radios du groupe, il assure néanmoins jusqu'en 2009-2010 le principal fil musical de secours du groupe Radio France, pour certaines antennes nocturnes, surtout en cas de panne ou de grève.
Son réseau, constitué de stations de radio locales dans les capitales régionales a progressivement disparu pour être remplacé par les stations France Bleu et Mouv' dans les années 2000 puis a disparu définitivement avec la fermeture des trois dernières locales en 2020.
Le directeur de FIP est Ruddy Aboab depuis le 3 janvier 2022.

## Historique

### 1971 - 1972: création d'une radio atypique
La station est créée le 5 janvier 1971 à 17 h, par le directeur de radio-télévision Roland Dhordain et deux producteurs de France Inter, Jean Garretto et Pierre Codou, à l'époque connus pour leur programmation du weekend : TSF 71 rebaptisée l'année suivante L'Oreille en Coin.
La radio est diffusée sur 514 m (585 kHz) en onde moyenne à Paris et en décrochage de la fréquence FM 90,35 MHz utilisée par France Inter à Paris, d'où son nom : France Inter Paris et son appellation FIP 514.
Il s'agit d'un nouveau concept, proche de l'ancienne émission de Paris-Inter nommée Travaillez en musique. Il consiste en un fond sonore fluide et discret fait de musique classique légère, de jazz, de blues et de musique populaire. La programmation obéit à plusieurs principes :
- Le recours à une animation exclusivement féminine.
- Les commentaires de ces voix féminines sont limités à des informations pratiques.
- La programmation est essentiellement musicale.
- La diffusion de quelques titres d'informations à 50 de chaque heure pour permettre aux auditeurs intéressés de passer sur France Inter à l'heure suivante et avoir plus de précisions.

Les passages musicaux successifs consistent en groupes d'en général deux morceaux sélectionnés par style musical ordonnés de manière progressive. Cette stratégie confère une continuité acoustique à l'ambiance musicale, laquelle constitue la signature discrète de la station et dont les auditeurs apprécient à la fois l'harmonie et le charme, l'absence de rupture de style rendant le fond sonore compatible avec la concentration requise au travail.
Outre la programmation, le ton des animatrices surprend et séduit : sucré mais décent, distant mais chaleureux et annonçant les embarras de la circulation avec humour et ironie, à tel point qu'il inspirera plus d'un artiste.

### 1972 - 1999: pas de bouleversement radiophonique
En 1972, elle récupère le 90,35 en fréquence pleine lorsque France Inter passe sur 87,8. La diffusion de la station s'étend en province (Lyon, Marseille, etc.) à partir de 1974, le fil musical et le bulletin d'information étant repris avec une animation et des informations routières et culturelles locales. Le P final est alors décliné sur l'initiale locale : FIM (Marseille), FIL (Lille, Lorraine -Nancy puis Metz- et Lyon), FIB (Bordeaux), FIS (Strasbourg), FILa (Loire-Atlantique), FICa (Côte d'Azur), etc. FIP accompagne le développement technique de Radio France et passe à la stéréophonie.
En 1975, FIP est choisie par TDF pour sonoriser la mire de la 3e chaîne de télévision FR3, dans sa version modulation, c'est-à-dire sans commentaires locaux. Tous les jours de 14 h à 18 h 20, cette vitrine permet à la station de se faire connaitre par un auditoire qui n'est pas atteint par la diffusion radio. Paradoxe de la technique, une radio se fait connaitre par une image fixe via la télévision. Cette diffusion est quand même limitée entre 1976 et 1983, par la location du réseau à TF1 dans l'attente de l'ouverture de son réseau couleur.
Possédant une niche en tant que radio de service au sein du service public, FIP est peu touchée par la révolution du paysage radiophonique français à partir de 1981. Dans les années 1980, la radio parisienne et son réseau d'une douzaine de stations en régions sont dirigés par François Jouffa.

### 1999 - 2007: plan Bleu et ses conséquences
En 1999, le plan Bleu lancé par Jean-Marie Cavada, PDG de Radio France, cherche à réattribuer les fréquences disponibles entre les radios locales (réseau France Bleu), Urgences, FIP et Le Mouv'. En ce qui concerne FIP, seules les stations faisant de l'audience sont conservées (Bordeaux 96,5 et 96,7, Nantes 95,7, Paris 105,1, Saint-Nazaire 97,2 et Strasbourg 92,3).
Pour ce qui concerne les fréquences de Lille (91,0), Lyon (87,8) et Marseille (96,4 et 96,8), elles diffusent désormais Le Mouv' tandis que celles de Metz (98,5 et 98,8) et de Nice (94,4, 94,8 et 103,8) intègrent le réseau France Bleu. Cette mesure mécontente les auditeurs qui créent des associations pour protester et reçoivent le soutien d'élus locaux. Plusieurs manifestations ont même lieu. Pour leur part les syndicats s'inquiètent des conséquences sur le personnel et font grève le 24 mai 2000, jour de l'adoption du plan Bleu par le conseil d'administration de Radio France. La diffusion de FIP par satellite et par internet a rendu la station à nouveau accessible plus largement.

### 2007 - 2014: redéfinition de l'offre
En janvier 2011, la station cesse définitivement d'émettre sur la bande AM à Paris (585 kHz). À partir de 2007, quelques rares nouvelles fréquences FM sans bureau local sont ouvertes (Marseille 90.9, Montpellier 99.7, Rennes 101.2 et Toulouse 103.5) portant à dix fréquences le réseau actuel.
Du 10 au 28 janvier 2011, FIP fête en grande pompe ses 40 ans avec trois semaines de concerts publics depuis un studio éphémère installé au cœur de la Maison de Radio France, un feuilleton quotidien de 20 épisodes intitulé Vous avez loupé Marie-Martine signé Gilles Davidas ainsi qu'un site Internet spécial.
En décembre 2014, une dépêche de l'AFP affirme que Mathieu Gallet, PDG de Radio France envisage de fermer FIP. Le 19 décembre, au cours d'une interview sur Web7Radio, Anne Sérode, directrice de FIP, dément cette affirmation.
À la suite des attentats du 13 novembre 2015 en France, la radio passe de la musique sans interruption pendant plusieurs jours, évitant tout commentaire.

### 2017 - 2020: un nouvel élan
Le 7 juillet 2017, Bérénice Ravache devient directrice de FIP, succédant ainsi à Anne Sérode, avec pour mission de poursuivre le développement de la station sur tous les supports.
Le 12 septembre 2017, le cofondateur de Twitter, l'Américain Jack Dorsey, déclare qu'il est un auditeur fidèle et que selon lui, FIP est la meilleure radio au monde.
Le 3 octobre 2017, le collectif Fip Toujours Fip Partout organise une journée nationale de mobilisation en faveur des locales de FIP.
Le 19 juin 2018, FIP fait son retour à Lille avec une diffusion hertzienne sur le nouveau réseau DAB+ (canal 7D).
En novembre 2019, la PDG de Radio France Sibyle Veil annonce un plan d’économie entraînant notamment la fermeture des antennes locales de FIP à Nantes, Bordeaux et Strasbourg pour le 30 juin 2020. Les bulletins d'information de la cinquantième minute furent également supprimés.
Dans le même temps, FIP apparaît pour la première fois dans le classement Médiamétrie, avec 1,1 % d'audience nationale, à l'occasion des résultats de la vague de septembre-octobre 2019. Lors de cette dernière enquête, Médiamétrie dévoile que FIP est la quatrième radio en écoute via Internet et application smartphone, avec une durée d'écoute de 3 h par jour.
En raison des mesures sanitaires pendant le confinement lié au Covid-19, la fermeture des antennes locales de FIP est reportée et a finalement eu lieu le 18 décembre 2020 à 19 h.
Au cours de la crise sanitaire (mars 2020 - juin 2021), les bulletins horaires d'informations disparaissent de l'antenne et ne sont pas repris par la suite.

### Depuis 2021: succès global et crise interne
En 2021, la station fête ses cinquante ans d'existence. Elle compte alors en France 742 000 auditeurs par jour en FM, confirmant une hausse ininterrompue depuis quinze ans. Sa diffusion, jusqu'alors restreinte à dix villes, soit 28 % du territoire, va augmenter avec le déploiement de la radio numérique terrestre pour atteindre 85 % de couverture en 2028.
Malgré ce succès, la radio traverse une crise interne liée à des tensions avec la direction et un mal-être grandissant des équipes. En septembre, une enquête paritaire est lancée par le comité social et économique parisien de Radio France, faisant suite à de nombreux témoignages des salariés auprès de la médecine du travail. Les équipes dénoncent les coupes budgétaires sévères et injustes issues du dernier plan d'économie lancé en 2019, la suppression des antennes locales et des flashs d'information, la réduction du nombre de réalisateurs, ainsi qu'un management brutal et distant.
Sur fond de désaccords stratégiques avec leur direction, les salariés redoutent également une aseptisation de la radio provoquée par une pression éditoriale de plus en plus marquée, conduisant à transformer FIP en simple « playlist de luxe ». Jane Villenet, présentatrice emblématique de la station, regrette ainsi que « l’antenne se resserre de plus en plus autour de la musique et de moins en moins autour du service public, du tissu relationnel et social ».
Ruddy Aboab, précédemment à Radio Nova, succède à Bérénice Ravache à la tête de la station le 3 janvier 2022. Son arrivée est accueillie très favorablement par les équipes, qui louent son « côté do it yourself qui colle bien aux moyens de FIP ».

## Identité du réseau radiophonique

### Logotypes
L'évolution du logo de FIP est la suivante :

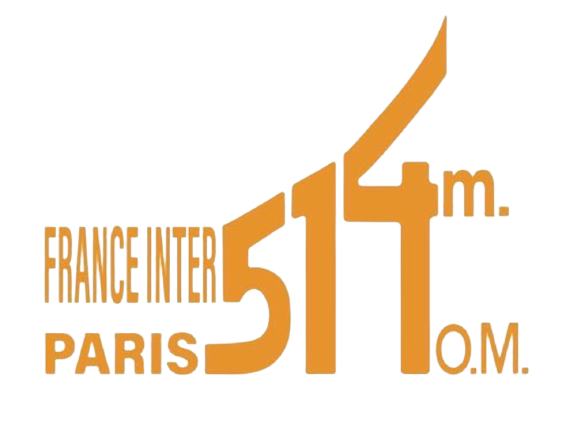
Premier logo de France Inter Paris en 1971.
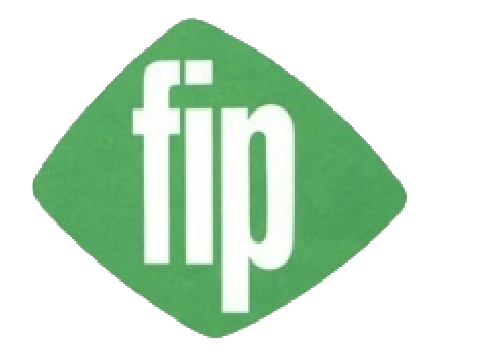
Logo de FIP de 1971 à 1973.
Logo de 1973 au 5 janvier 1975.
Logo du 6 janvier 1975 à 1980.
Logo de 1987 à septembre 1991.
Logo de septembre 1991 à avril 2001.
Logo d'avril 2001 à septembre 2005.
Logo du septembre 2005 à 2021.
Logo depuis décembre 2021.

### Slogans
- « La radio de toutes les musiques »[21]
- 1995 : « Respirez, vous êtes sur FIP »
- 2006 : « 105.1% musique » (à Paris)
- 2011 : « FIP, 40 ans d'évasion »
- 2022 : « FIP, gardienne de l'optimisme depuis près de 50 ans. »
- 2022 : « FIP, loin des yeux, près des oreilles. »
- 2022 : « FIP, calme luxe et volupté »
- 2022 : « FIP, l'amour de la musique »
- 2022 : « FIP, le bonheur est notre nature »

## Direction exécutive
- 1971-1981 : Pierre Codou et Jean Garretto
- 1982-1990 : François Jouffa
- 1991-1994 : Guy Breton
- 1994-2010 : Dominique Pensec
- 15 février 2010 au 15 juin 2014 : Julien Delli Fiori[22]
- 16 juin 2014 au 7 juillet 2017[23] : Anne Sérode
- 7 juillet 2017 au 3 janvier 2022 : Bérénice Ravache[24]
- Depuis le 3 janvier 2022 : Ruddy Aboab[25]

## Programmation

### Concept
La station repose sur un concept qui n'a quasiment pas varié depuis sa création : un programme musical entrecoupé d'informations routières et culturelles sans aucune publicité. Longtemps limitée à la tranche horaire 7 h-21 h, puis 7 h-23 h, la station est désormais animée de 7 h à 22 h puis un robot repasse de 22 h à 7 h des parties de la programmation musicale des jours précédents.
FIP constitue un réseau de radiodiffusion en France dont la programmation nationale s'effectue à Paris, à la Maison de la Radio. Il existe des décrochages locaux, d'abord depuis les studios de FIP Paris pour desservir toute l'Île-de-France, Marseille, Rennes, Montpellier et Toulouse. Il existe aussi un décrochage local à Nantes pour Nantes et Saint-Nazaire, un autre à Bordeaux pour Bordeaux et Arcachon et enfin un dernier à Strasbourg.
Conséquence d'un plan d'économie initié par la direction de Radio France, ces trois décrochages locaux ont pris fin le vendredi 18 décembre 2020 à 19h00, après une journée émouvante pendant laquelle la programmation fut émaillée de témoignages de gratitude des auditeurs fidèles à leur radio en région.

### Programme musical
Le programme musical mêle tous les genres de musique : chanson, rock, world, classique, musique de films, jazz, etc. mais avec un souci particulier de l’enchaînement (par exemple, le titre de rock 'n' roll Roll Over Beethoven peut être suivi par un passage d'une sonate de Beethoven, etc.). Elle est une des très rares de son genre existant au monde. Des programmateurs fameux en assument les choix musicaux dont Patrick Tandin, Julien Delli Fiori et Alexandre Marcellin. Le premier programme est signé Anne Marie Leblond. En 2017, la programmation est assurée par sept programmateurs : Armand Pirrone, Luc Frelon, Patrick Derlon, Christian Charles, René Hardiagon, Jean-Yves Bonnardel et Alexandre Desurmont.
Depuis sa création, plusieurs innovations ont marqué l’histoire de FIP : la création fin 1981 d’une émission quotidienne consacrée au jazz : Jazz à FIP de 19 h à 21 h, initialement la seule semaine puis étendue à tous les jours de la semaine. Le générique de cette émission fut longtemps Inside out des Brecker Brothers. Il sera remplacé en 1998 par un titre de Joe Zawinul composé spécialement pour l’émission et intitulé Slivofip, puis par une composition de Fred Pallem et Le Sacre du tympan, Dans l’enfer du 105 et depuis le 1er avril 2010 par Paddyjazzmixclub 1, un arrangement de Denis Soula réalisé à partir de musiques de Miles Davis, Prince, Charlie Mingus et Sonny Clark. L’émission « Fip livre ses musiques » consacré aux livres a débuté en septembre 2011 et en septembre 2012 deux émissions viennent compléter l’offre de la chaîne : « Fip Classic Bazar » et « Dites 33 sur Fip ».
Le programme musical et les flashes d'information sont communs à l’ensemble des stations FIP du réseau et sont diffusés depuis la Maison de Radio France à Paris.
Certains passages musicaux ont été utilisés comme génériques et sont encore diffusés, presque quotidiennement : l’auteur de ces jingles est François-Élie Roulin.

### Animation
En plus de l’éclectisme de sa programmation, l’autre caractéristique principale de FIP et qui en a fait son image de marque, est le ton suave et souvent mutin des animatrices qui dispensent les informations culturelles. Ainsi, depuis 1971, de nombreuses voix féminines – surnommées « fipettes » – se sont succédé au micro des différentes antennes nationales et locales de FIP, notamment l’animatrice Kriss.
Parmi les voix « célèbres » de FIP, on peut donc citer :
- Kriss, l’une des premières animatrices de la chaîne, qui officia ensuite sur France Inter et y anima de 2005 jusqu’à sa mort en 2009, l’émission Kriss Crumble.
- Marie-Martine Bisson, désormais actrice de doublage, est la voix française de l’actrice anglo-américaine Nicollette Sheridan (Edie Britt dans Desperate Housewives).
- Dominique Andrieux, qui commença au micro de FIP en 1972, alors étudiante à l'Université Paris Dauphine, poussée par son ami le journaliste William Lemergie et qui y resta jusqu'en 2000, ravie de multiplier les traits d'humour pleins d'esprit, parfois provocateurs. Mariée au producteur Pierre Andrieux, elle a fait des apparitions dans diverses productions pour le cinéma puis la télévision.
- Simone Hérault, une autre des premières « voix » de FIP, a mis celle-ci au service des annonces sonores de la SNCF.
- Anne Lefébure, précédemment chanteuse du groupe Les Parisiennes et comédienne qui sera également la voix annonçant les émissions de la chaîne de télévision FR3 à partir de 1975.
- En 2011/2012, elles ne sont pas moins de treize « fipettes » à intervenir sur l'antenne nationale : Isabelle Dutilh-Lafrance, Jane Villenet, Frédérique Labussière, Caroline Ostermann, Charlotte Bibring, Susana Poveda, Laurence Figoni, Émilie Blon-Metzinger, Stéphanie Daniel, Sophie Pottier, Patricia Franchino (alias Patchino), Cécile Chedin et Gaelle Renard.
- Le 31 décembre 2013, après le flash d'informations de 10 h 53, Isabelle Dutilh-Lafrance quitte définitivement l’antenne de FIP. L’antenne parisienne compte alors les voix de Jane Villenet, Frédérique Labussière, Caroline Ostermann, Charlotte Bibring, Susana Poveda, Laurence Figoni, Émilie Blon-Metzinger, Stéphanie Daniel, Sophie Pottier, Patricia Franchino (alias Patchino), Cécile Chedin, Gaelle Renard et Stéphanie Fromentin. De 7 h à 19 h, les bordelais peuvent entendre les voix d’Isabelle Gentile, Suzanne Robert, Muriel Chedotal, Sophie Eutrope, Elodie Vazeix et Stéphanie Moussu[30].
- Après 40 ans au micro de FIP, Jane Villenet tire sa révérence le 26 août 2022, à l'issue d'une édition spéciale de l'émission « Jazz à FIP », d'une durée de 5 h12.

### Depuis 2015
En septembre 2015, l’antenne change plusieurs de ses formats, à commencer par la création de quatre émissions quotidiennes de 20 h à 22 h :
- Sous les jupes de FIP le lundi soir, consacrées aux nouveautés ou à des thématiques du moment (programmation 1971 à l’occasion des 45 ans de la station, programmation-hommage à David Bowie le lendemain de son décès, etc.)
- C'est magnifip le mardi soir, « FIP (...) donne rendez-vous aux auditeurs pour une échappée musicale avec chaque semaine un thème une destination différente ».
- Certains l'aiment FIP le dimanche soir, consacrée à l'univers du cinéma.
- Live à FIP le jeudi soir, concerts en direct ou enregistrés.

Par ailleurs, l’émission Jazz à Fip est réduite à une heure, de 19 h à 20 h et les interventions des animatrices s’arrêtent à 22 h au lieu de 23 h.

## Actions de communication
Le 8 mars 2018, pour célébrer la Journée internationale des droits des femmes, FIP propose un concert au féminin à la Maison de la Radio de Paris.
Le 1er avril 2019, FIP organise un Poisson d'avril consistant à remplacer ces fameuses voix féminines par des personnalités masculines.
En 2021, FIP s'associe avec l'astronaute français Thomas Pesquet à l’occasion de sa mission Alpha lors de la 65e expédition de l'ISS. La radio prépare des playlists pour le spationaute et celui-ci partage tous les jours depuis l'espace sur Twitter un titre de sa playlist personnelle, tout en menant des entretiens en direct dans l'émission Fip sans gravité.
Le 21 juin 2023, à l'occasion de la Fête de la musique, le programme de la radio est diffusé par la RATP sur l'ensemble du métro parisien, des couloirs aux quais, de 7 h à 19 h.

## Diffusion

### Diffusion ondes moyennes
De 1971 à 2010, FIP est diffusé en ondes moyennes à Paris sur 585 kHz. 
Entre 1972 et 1985, la station est aussi diffusée à Marseille sur 585 kHz et à Lyon sur 711 kHz.

### Diffusion FM et RNT
Les situations des émetteurs de FIP en 2011, lesquels fonctionnent avec la modulation de fréquence (FM) ou avec la technologie DAB+, sont reportés dans le tableau suivant[source insuffisante].
En DAB+, FIP est, dans un premier temps, diffusé localement. Avec le déploiement de 2 multiplex nationaux depuis le 12 octobre 2021, et de 25 radios nationales dont FIP, la radio devrait disposer d'une couverture nationale à l'horizon 2025.
| Noms successifs de la radio localement | Ville d'émission             | Département | Création et réouverture                               | Arrêt                   | Couverture                                                       | Technologie                                  | État                                                 | Remplacée par :                                     |
| -------------------------------------- | ---------------------------- | ----------- | ----------------------------------------------------- | ----------------------- | ---------------------------------------------------------------- | -------------------------------------------- | ---------------------------------------------------- | --------------------------------------------------- |
| FIP ; FIP Paris ; FIP                  | Paris                        | 75          | 1971                                                  | jamais                  | Paris et Île-de-France                                           | AM, FM, DAB+ (expérimental, puis M2 en 2021) | En cours + fipettes locales                          |                                                     |
| FIB ; FIP Bordeaux ; FIP               | Bordeaux                     | 33          | 1972                                                  | 2020 (FIPettes locales) | Bordeaux et sa métropole                                         | FM                                           | En cours (progr. natio. seul)                        |                                                     |
| FIP Bordeaux ; FIP                     | Arcachon                     | 33          | 1972                                                  | 2020 (FIPettes locales) | Arcachon et Bassin d'Arcachon                                    | FM                                           | En cours (progr. natio. seul)                        |                                                     |
| FILA ; FIP Nantes ; FIP                | Nantes                       | 44          | 1974                                                  | 2020 (FIPettes locales) | Nantes et sa métropole                                           | FM                                           | En cours (progr. natio. seul)                        |                                                     |
| FILA ; FIP Nantes ; FIP                | Saint-Nazaire                | 44          | 1974                                                  | 2020 (FIPettes locales) | Saint-Nazaire                                                    | FM                                           | En cours (progr. natio. seul)                        |                                                     |
| FIS ; FIP Strasbourg ; FIP             | Strasbourg                   | 67          | 1978                                                  | 2020 (FIPettes locales) | Strasbourg et sa métropole (FM) Grande partie de l'Alsace (DAB+) | FM, DAB+ (M2)                                | En cours (progr. natio. seul)                        |                                                     |
| FIM ; FIP Marseille ; FIP              | Marseille et Aix-en-Provence | 13          | 1972 et en 2007                                       | 2000 (FIPettes locales) | Marseille, Aix-en-Provence et Bouches-du-Rhône                   | AM, FM, DAB+ (2021)                          | Arrêtée, puis En cours (progr. natio. seul)          | Le Mouv'                                            |
| FIT ; FIP Toulouse ; FIP               | Toulouse                     | 31          | 1973 et en 2008                                       | 1988                    | Toulouse et sa métropole                                         | FM                                           | Arrêtée, puis En cours (progr. natio. seul)          | Radio France Toulouse (jusqu'en 1997) puis Le Mouv' |
| FICA ; FIP Côte d’Azur ; FIP           | Nice                         | 06          | 1973 et en 2021 (DAB+ Métropolitain)                  | 2000                    | Côte d'Azur                                                      | FM, DAB+                                     | Arrêtée, puis En cours (progr. natio. seul)          | Le Mouv'                                            |
| FIP ; FIP                              | Montpellier                  | 34          | années 1970 et en 2006                                |                         | Montpellier et sa métropole                                      | FM                                           | Arrêtée, puis En cours (toujours progr. natio. seul) | Le Mouv'                                            |
| FIR ; FIP                              | Rennes                       | 35          | 2007                                                  |                         | Rennes et sa métropole                                           | FM                                           | En cours (progr. natio. seul)                        |                                                     |
| FIL (Lorraine)                         | Nancy                        | 54          | 1972 Janvier 2024                                     | 1984                    | Nancy et sa métropole                                            | FM. DAB+ (2024)                              | Arrêtée, puis En cours (progr. natio. seul)          | Radio France Nancy (Lorraine)                       |
| FIL (Lorraine)                         | Épinal                       | 88          | 1972                                                  | 1984                    | Epinal et son agglomération                                      | FM                                           | Arrêtée                                              | Radio France Nancy (Lorraine)                       |
| FIR                                    | Reims                        | 51          | 1972                                                  | 1988                    | Reims et sa métropole                                            | FM                                           | Arrêtée                                              | France Bleu Champagne                               |
| FI                                     | Châlons-sur-Marne            | 51          | 1976                                                  | 1988                    | Châlons et son agglomération                                     | FM                                           | Arrêtée                                              | France Bleu Champagne                               |
| FIL ; FIP Lyon ; FIP                   | Lyon                         | 69          | 1972 (FM) 2018 (DAB+ Local) 2021 (DAB+ Métropolitain) | 2000                    | Lyon et sa métropole                                             | AM, DAB+                                     | Arrêtée, puis En cours (toujours progr. natio. seul) | Le Mouv'                                            |
| FIL (Lorraine) ; FIM ; FIP Metz ; FIP  | Metz                         | 57          | 1972 25 Janvier 2024 (DAB+ Métropolitain)             | 2000                    | Metz et sa métropole                                             | FM, DAB+ (2024)                              | Arrêtée, puis En cours (progr. natio. seul)          | France Bleu Lorraine Nord                           |
| FIL (Lorraine) ; FIM ; FIP Metz ; FIP  | Forbach                      | 57          | 1972 26 avril 2024 (DAB+ Métropolitain)               | 2000                    | Forbach et son agglomération                                     | FM, DAB+ (via l'émetteur M2 de Saint-Avold)  | Arrêtée, puis En cours (progr. natio. seul)          | France Bleu Lorraine Nord                           |
| FIL ; FIP Lille ; FIP                  | Lille                        | 59          | 1972 (FM) 2017 (DAB+)                                 | 2000                    | Lille et sa métropole                                            | FM, DAB+                                     | Arrêtée, puis En cours (progr. natio. seul)          | Le Mouv' (FM)                                       |
| FIT                                    | Tours                        | 37          | 1985                                                  | 1988                    | Tours et sa métropole                                            | FM                                           | Arrêtée                                              | France Bleu Touraine                                |
| FIP Cherbourg                          | Cherbourg                    | 50          | 1986                                                  | 1987                    | Cherbourg et son agglomération                                   | FM                                           | Arrêtée                                              | Radio France Cherbourg, puis France Bleu Cotentin   |
| FID                                    | Dijon                        | 21          | 1972                                                  |                         | Dijon et sa métropole                                            |                                              | Expérience éphémère                                  |                                                     |
| FIL                                    | Limoges                      | 87          | 1972                                                  |                         | Limoges et sa métropole                                          |                                              | Expérience éphémère                                  |                                                     |
| FIB                                    | Biarritz                     | 64          | 1972                                                  |                         | Biarritz                                                         |                                              | Expérience éphémère                                  |                                                     |
| FIAL                                   | Alsace                       | 67          | 1972                                                  |                         | Alsace                                                           |                                              | Expérience éphémère                                  |                                                     |

Le 1er janvier 2011, FIP cesse d'émettre en permanence sur sa fréquence historique 514 m Ondes Moyennes ou 585 kHz. Elle n'y diffuse plus que de 8 h à 16 h (en heure d'hiver) et 18 h (en heure d'été), avec une puissance de 10 kW depuis l'émetteur de Romainville (93) depuis son passage en FM.
Dans les années 1970 et 80, FIM Marseille a également exploité un émetteur Ondes Moyennes, sur la même fréquence que FIP Paris 585 kHz.

### RDS
En 1987, FIP est la première radio française utiliser le système RDS et notamment le dispositif de commutation automatique de l'auto-radio lors de la diffusion des informations routières. Dans les années 2000, elle est la première antenne de Radio France à mettre en œuvre le RadioTexte dynamique pour afficher le nom des œuvres diffusées.

### Satellite
FIP est accessible sur Atlantic Bird 3. Elle est aussi incluse dans le bouquet de Radio France, captable sur ASTRA.

### Internet
Le signal de FIP est disponible dans toutes les offres ADSL des fournisseurs d'accès français, dans l'offre de radio accessible par leurs « box ».
FIP est disponible via l'application de Radio France.
Indépendamment des nombreux portails de diffusion radiophonique sur Internet qui proposent son signal, FIP fournit un plugin pour Windows Media Player et plusieurs flux en streaming, selon la ville de diffusion.
Les programmes locaux de FIP Bordeaux, FIP Nantes et FIP Strasbourg étaient écoutables en ligne jusqu'à leur fermeture fin 2020.

#### Webradios
Le 5 janvier 2016, pour ses 45 ans, FIP met en ligne les six webradios suivantes : FIP autour du rock, FIP autour du jazz, FIP autour du groove (funk, soul, R&B...), FIP autour du monde, Tout nouveau tout FIP (nouveaux titres), FIP évènementielle, consacré à une thématique tournante : Serge Gainsbourg, L'été reggae, Il y a 45 ans, Autour des disquaires (décembre 2016). Une septième webradio les rejoint en juin 2017 : Autour de l’électro, parrainée par Carl Craig. Le 17 juin 2020, à l'occasion de la Fête de la Musique, FIP met en ligne une nouvelle thématique FIP Pop. D’autres webradios sont ajoutées par la suite. Le choix des morceaux et l'ordre de leur diffusion sont assurés par les programmateurs musicaux de la station et non pas par un algorithme.
Les webradios aujourd’hui diffusées sont les suivantes :
- FIP
- FIP Nouveautés (depuis 2016)
- FIP Rock (depuis 2016)
- FIP Jazz (depuis 2016)
- FIP Groove (depuis 2016)
- FIP Monde (depuis 2016)
- FIP Reggae (depuis 2016)
- FIP Electro (depuis 2017)
- FIP Pop (depuis 2020)
- FIP Hip-Hop (depuis 2022)
- FIP Metal (depuis 2022)
- FIP Sacré Français ! (chanson française, depuis 2023)

### Diffusion pirate à Brighton
Selon un quotidien de Brighton, The Argus (en), un habitant de la ville, située sur la côte du Sussex, dans le sud-est de l'Angleterre, aurait rediffusé FIP sur la bande FM (91,0 et 98,5 MHz) durant dix années, de 1997 à avril 2007. Les deux signaux, qui relayent alors FIP depuis le satellite peuvent être écoutés dans de nombreuses parties de la ville. Deux émetteurs servent à couvrir plusieurs parties de la commune, l’un d’eux étant parait-il installé à Hanover, quartier gentrifié de la ville. La station y devient très populaire.
Les deux signaux sont émis en se servant de fréquences (attribuées à l’origine aux stations FIP de Lille et de Metz) inutilisées dans la région de Brighton et ne provoquant aucune interférence aux stations existantes. Les signaux sont de bonne qualité technique et le système RDS affiche le nom FIP.
La rediffusion est pourtant illégale puisqu'elle viole les lois appliquées par l'autorité régulatrice des télécommunications au Royaume-Uni, l'Ofcom ; néanmoins une tolérance semble prévaloir pendant 10 ans, jusqu'à ce qu'une plainte amène l’Ofcom à se présenter au domicile du pirate de la station en avril 2007 et à confisquer le matériel, interrompant ainsi la diffusion de la radio pirate,.
L'opération détient d'ailleurs le record de durée de fonctionnement au Royaume-Uni d'une station terrestre ne disposant pas de licence.
Une association pour les fans de FIP, nommée Vive la FIP, est créée dans la foulée de l'arrêt des émissions et se réunit régulièrement à Brighton ; certains de ses membres ont même visité les studios de la station à Paris. Un blogue, LoveFIP, entretient cet attachement.
En avril 2008, les émissions pirates semblent avoir repris. Cette fois-ci, le responsable du piratage déclare avoir pris toutes les précautions utiles pour ne pas perturber les autres émissions radio. Plus étonnant, devant le succès de ses programmes, Radio France semble en négociation pour une diffusion légale de FIP dans la région. Mais force est de constater que le projet n'a jamais abouti.
En hommage à cette ténacité et à la double occasion de l'anniversaire de l'appel du 18 Juin et des festivités de ses 40 ans, FIP a diffusé le samedi 18 juin 2011 son concert de fête de la musique en direct du club Fortune of War à Brighton,.